# Amphiptère

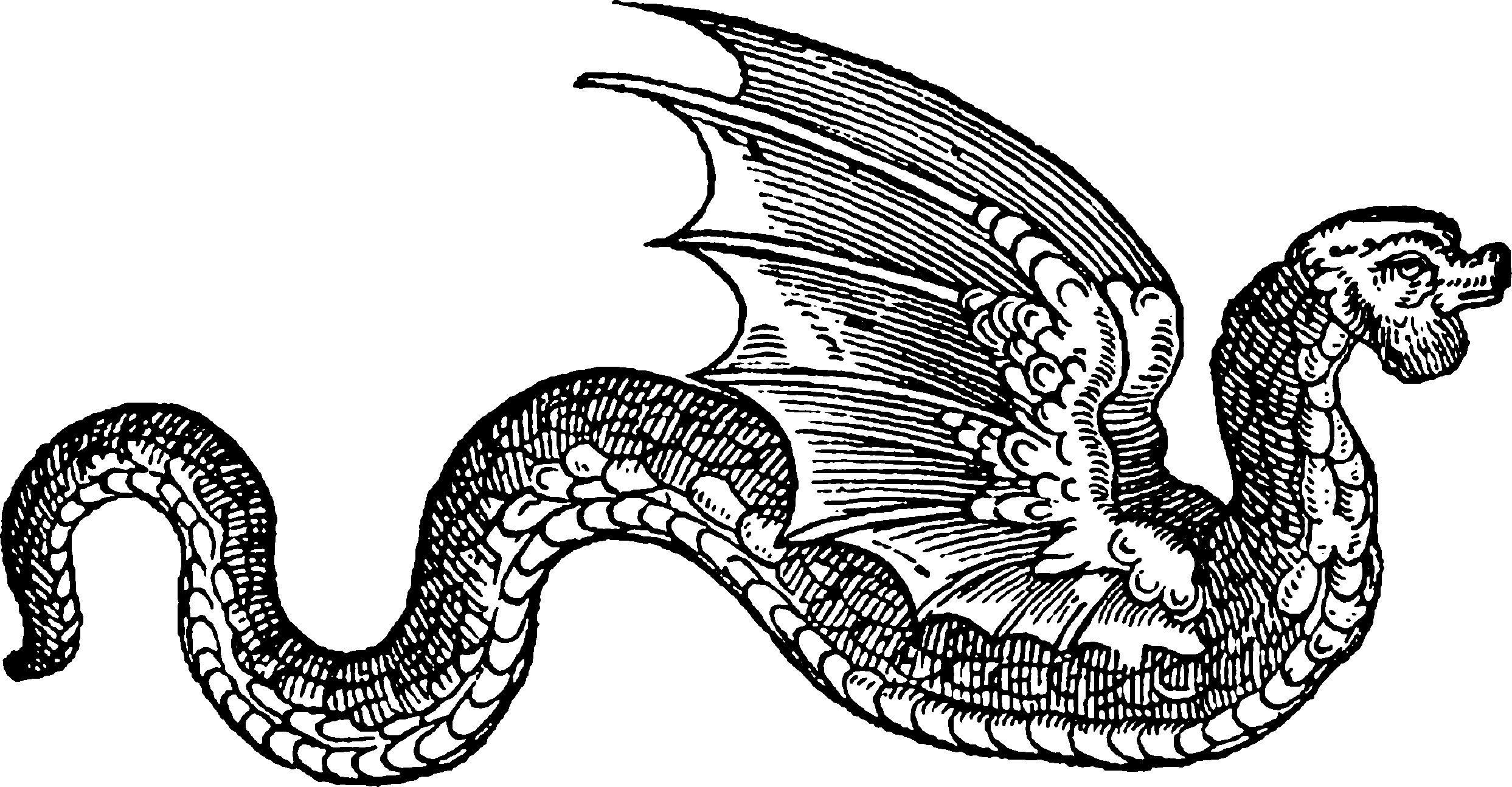
Amphiptère par Edward Topsell (1608)

L’amphiptère est une créature imaginaire, représentée sous la forme d'un serpent ailé. On la retrouve sous forme de meuble héraldique, mais aussi dans divers mythes et légendes. De même, c'est une créature récurrente dans les folklores Nord-Américains.  
Elle est notamment représentée sur le blason de la commune française d'Artalens-Souin en Hautes-Pyrénées.